# Coda alla vaccinara

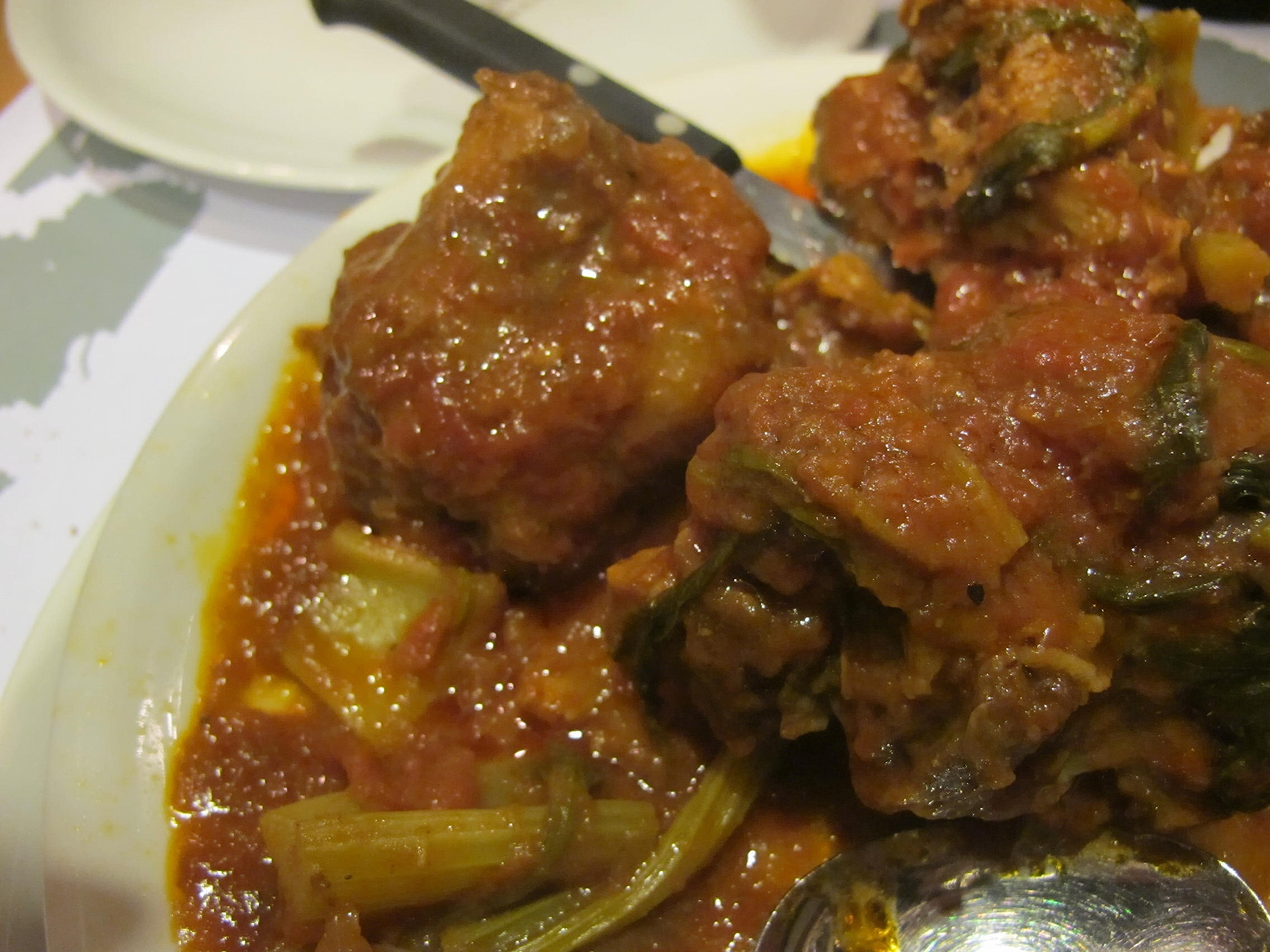
Coda alla vaccinara

Coda alla vaccinara ist ein Schmorgericht der römischen Küche aus Ochsenschwanz. Traditionell hat es durch die Zusammenstellung der Zutaten und Gewürze einen kräftigen, leicht süßsäuerlichen Geschmack (in agrodolce).
Zur Zubereitung wird der in seine Glieder zerteilte Ochsenschwanz in Olivenöl angebraten und dann zusammen mit Weißwein, Tomaten, Zwiebeln, Knoblauch, Staudensellerie und etwas fettem Speck drei bis vier Stunden geschmort. Gewürzt wird mit Pfeffer, Salz und Nelken. Es gibt viele Variationen, die z. B. das Olivenöl durch Schweineschmalz ersetzen, Karotten, Rosinen, Pinienkerne hinzufügen, oder zusätzlich mit Zimt würzen und Rotwein verwenden anstelle des traditionellen weißen Castelli Romani.
Der Name leitet sich von den früher vaccinari (nach italienisch vacca ‚Kuh‘) genannten Rindermetzgern ab, die das hochwertige und teuerere Fleisch verkauften und die weniger ertragreichen Stücke wie Innereien, Kopf und den Schwanz selbst aßen; diese werden in der italienischen Küche als das quinto quarto ‚fünftes Viertel‘ bezeichnet.